# Casino (New South Wales)

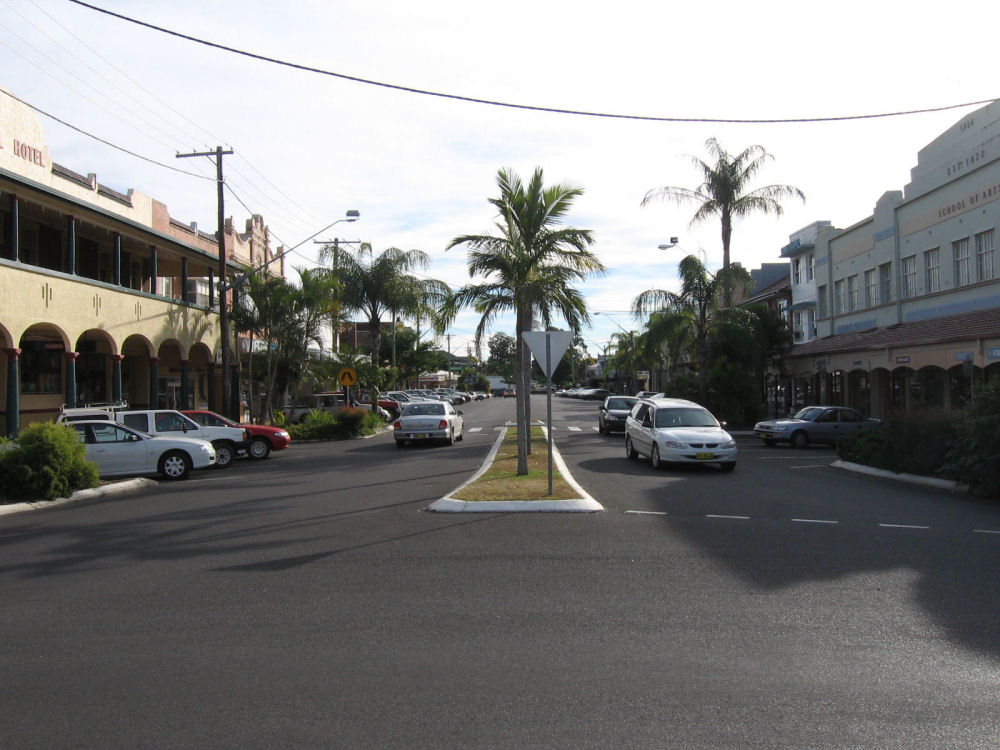
Barker Street in Casino

Casino ist eine Stadt im äußersten Nordosten des australischen Bundesstaates New South Wales. Die Stadt am Richmond River liegt circa 22 Kilometer westlich von Lismore, 726 Kilometer nördlich von Sydney und 228 Kilometer südlich von Brisbane. Casino ist das Verwaltungszentrum der Local Government Area Richmond Valley Council und hatte bei der Volkszählung 2021 eine Einwohnerzahl von 9.968.

## Namensherkunft
Die Stadt wurde nach der Casino Station, einer Schafzuchtstation von Clarke Irving, benannt. Dieser wiederum benannte sein Anwesen nach der italienischen Stadt Cassino. Zwischen den beiden Städten besteht eine Gemeindepartnerschaft.

## Wirtschaft
Casino ist eine der Hauptproduktionszentren von Rindfleisch in Australien. Die Stadt ist das Zentrum eines großen Rinderzuchtgebietes und bezeichnet sich selbst als die „Rindfleischhauptstadt Australiens“, wenn auch die Stadt Rockhampton dasselbe für sich beansprucht. Daneben ist sie das Mittelzentrum eines reichen, landwirtschaftlich genutzten Gebietes.
Jedes Jahr feiert Casino die Beef Week, nur 2007 musste sie wegen der Dürre ausfallen. 2008 fand die Beef Week vom 27. Mai bis zum 3. Juni statt.

## Verkehr
Casino liegt an der Kreuzung des Bruxner Highway (Australian Route 44) mit dem Summerland Way (Staatsstraße 91).
Der Bahnhof liegt an der North Coast Line von Sydney nach Brisbane, nördlich von Grafton. Eine Zweiglinie führte von hier über Lismore nach Murwillumbah. Zurzeit ist diese Nebenlinie aufgelassen, aber die Bevölkerung fordert eine Wiederinbetriebnahme. Casino ist auch der Endpunkt der täglichen CountryLink-Verbindung Casino XPT von und nach Sydney. Auch nach Brisbane gibt es eine tägliche Zugverbindung (Brisbane XPT).
In den 1920er-Jahren begann man mit dem Bau einer Eisenbahnlinie nach Bonalbo (circa 45 Kilometer westnordwestlich von Casino). Diese Linie wurde aber nie fertiggestellt.
Vom nahegelegenen Flughafen Lismore aus gibt es täglich mehrere Flüge nach Sydney.

## Bildung
In Casino gibt es viele Schulen. Die wichtigsten sind die Casino High School, die Casino Public School, die Casino West Public School, die St. Mary's Primary School, die St. Mary's High School und die Casino Christian Community School.

## Bekannte Einwohner
- Ian Callinan, (1937–), Richter am High Court
- Pat Darling (1913–2007), Krankenschwester und Schriftstellerin
- John Elford, Rugbyspieler
- Jeff Fatt, (1953–), Musiker und Schauspieler, Mitglied von The Wiggles
- Thomas George (1949–), Politiker
- Ben Kennedy, (1974–), Rugbyspieler
- Matt King, (1980–), Rugbyspieler
- Tess Mallos, Journalist und Schriftsteller
- Chris Munce, (1969–), Jockey
- Albert Torrens, (1976–), Rugbyspieler
- Damien Wright, (1975–), Cricketspieler
- Christian Layland, (1989-), Fußballexperte (war auf der Casino High School)
- Brian Smith, Rugbyspieler und -trainer (war auf der Casino High School)
- Arthur Sullivan (1896–1937), Träger des Victoria Cross, arbeitete in den 1930er-Jahren in einer Bank in Casino

## In der Musik
- Das Lied „I’ve Been Everywhere“ erwähnt Casino in der zweiten Strophe.